# Berești-Meria
Berești-Meria est une commune du județ de Galați en Roumanie.